# Филимонов, Дмитрий Фёдорович
Дми́трий Фёдорович Филимо́нов (род. 27 мая 1958, пос. Ильинское, Московская область, СССР) — советский и российский актёр театра, кино и озвучивания, режиссёр дубляжа, бард.

## Биография
Родился 27 мая 1958 года в посёлке Ильинское (ныне входит в Раменский район). В детстве мечтал стать директором кондитерской фабрики, но позже, в школе, выступая на празднике, он загорелся желанием стать артистом и, уже учась в старших классах, состоял в Молодёжном театральном коллективе Дворца культуры им. Ленина в городе Жуковский.
После окончания школы поступил в Российский институт театрального искусства (ГИТИС) на экспериментальный курс С. Х. Гушанского, где на втором курсе познакомился с педагогом Лидией Князевой. К концу четвёртого курса он уже играл в пяти спектаклях Московского театра юного зрителя. Кафедра, которая приходила смотреть детские утренники с его участием, в 1980 году выдала ему диплом об окончании ГИТИСа с отличием. Долгое время Дмитрий был единственным актёром-травести в ТЮЗе.
Со второго курса параллельно работал на Всесоюзном радио в детской редакции и, обладая юношеским и даже детским голосом, за 20 лет озвучил множество радиоспектаклей. Взрослых персонажей стал играть только с 35 лет.
В середине 1990-х годов, уже имея опыт голосовой работы, он попал на студию «Варус-Видео» и начал дублировать фильмы и мультфильмы для видеокассет. Впоследствии Дмитрию Филимонову начали поступать предложения от студий «Фортуна-Фильм», «Нота» и «СВ-Дубль», поэтому ему пришлось покинуть ТЮЗ и полностью сосредоточиться на озвучивании.
В интервью 2005 года журналу «Коммерсантъ. Деньги» актёр отметил, что его амплуа в озвучке — «карлики, педерасты и негодяи». Также работает режиссёром дубляжа и закадрового озвучивания, продолжает озвучивать радиоспектакли и компьютерные игры, играет в антрепризах.
Периодически озвучивает персонажей рекламных роликов, среди них — M&M’s (в 1998—2014 годах и с 2018 года):
Например, недавно [в 2005 году] я записывал очередной ролик […], где нужно было всего-то прокричать «А-а-а!» один раз. Так мы в итоге записывали этот крик на все лады больше трех часов.
По состоянию на 2004 год состоял в третьем браке, от всех браков имеет четырёх детей. Один из них, Валентин Филимонов (род. 1983), — переводчик телесериалов и мультсериалов. С 2013 года женат на Ирине Поддубко, звукорежиссёре театра «Сфера».
В декабре 2013 года читал стихотворения Федерико Гарсиа Лорки («Гитара») и Николая Рубцова («Добрый Филя») для проекта «Скромное обаяние буржуйки» в рамках «Новой газеты».

## Фильмография
- 1976 — Всё дело в брате — одноклассник Фрола Калиткина (в титрах не указан)
- 1984 — Маленькое одолжение — Миша, музыкант из группы Валентина Озерникова
- 1987 — Честь имею — черносотенец у дрезины
- 2003—2010 — Гении и злодеи уходящей эпохи (документальный) — Уолт Дисней / Адольф Гитлер / Артур Конан Дойл / Михаил Врубель / Нисефор Ньепс / озвучивание закадровых персонажей
- 2006 — Тюрьма особого назначения — Сергей, сотрудник тюрьмы с гитарой (12 серия)
- 2008 — Золушка 4×4. Всё начинается с желаний — паж, престарелый слуга Феи / Павел, сосед Даши
- 2008 — 2011 — Универ — Николай Евгеньевич Архипов, отец Тани
- 2009 — Кармелита. Цыганская страсть — Виктор Петрович, чиновник из опеки (207—208, 211—213 серии)
- 2010 — Круиз — доктор (2 серия)
- 2010 — Дом образцового содержания — следователь (25 серия)
- 2011 — Сваты 5 — Дмитрий, продавец в цветочном магазине (1 серия)
- 2012 — Одна за всех — пассажир самолёта (127 серия)
- 2013 — СашаТаня — Николай Евгеньевич Архипов, отец Тани
- 2014 — Мент в законе 9 — Михалыч (фильм № 8 «Цена таблетки»)
- 2019 — Первые встречные — Лёлик, сосед-алкоголик
- 2023 — СуперИвановы — Степан (2 серия)

## Дубляж и закадровое озвучивание

### Фильмы
- 2012 — Контрабанда — Тим Бриггс[5]
- 2007 — Час пик 3 — детектив Реви (Роман Полански)[6]
- 2003 — Властелин колец: Возвращение короля — Перегрин «Пиппин» Тук[7]
- 2002 — Властелин колец: Две крепости — Перегрин «Пиппин» Тук[7]
- 2001 — Властелин колец: Братство Кольца — Перегрин «Пиппин» Тук[7]
- 2001 — Доктор Дулиттл 2 — Хамелеон[8]
- 1999 — Ноттинг Хилл — Мартин[9]
- 1999 — Догма — Руфус[10]
- 1997 — Пятый элемент — Дэвид, Билли, Профессор Мактилберг (дубляж фирмы «СВ-Дубль» по заказу кинокомпании «НТВ-Профит», 1997 г.); треть мужских ролей (закадровый перевод НТВ+ по заказу НТВ, 2000 г.)[11]
- 1990 — Назад в будущее 3 — Марти МакФлай, Шеймус МакФлай (роли Майкла Джея Фокса; закадровый перевод ОРТ)[12]
- 1989 — Общество мёртвых поэтов — Тодд Эндерсон (дубляж фирмы «СВ-Дубль» по заказу ВГТРК, 1996 г.)[11]
- 1989 — Назад в будущее 2 — Марти МакФлай, Марти МакФлай-младший (роли Майкла Джея Фокса), некоторые эпизодические мужские роли (закадровый перевод ОРТ)[12]
- 1985 — Назад в будущее — Марти МакФлай (роль Майкла Джея Фокса), некоторые эпизодические мужские роли (закадровый перевод ОРТ)[11][12]

### Телесериалы
- 2011 — Игра престолов — Джорах Мормонт, второстепенные персонажи[9] (дубляж для РЕН-ТВ)
- 2010—2017 — Шерлок Холмс — Майк Стэмфорд (1 сезон, 1 серия)[13]
- 2007—2012 — Девушка-сплетница — половина мужских ролей[8] (закадровое озвучивание для телеканала «Россия»)
- 2004—2010 — Остаться в живых — Чарли Пэйс, переводчик Догена[14]
- 1997—2001 — Телепузики — Дипси (дубляж студии «Нота» для РТР, 2000—2002 гг.)[15]
- 1994—1999 — Вавилон-5 — Лондо, Г’Кар, Бестер, доктор Франклин, Маркус[8] (закадровый перевод студии Селена Int. для ТВ3)
- 1991—1994 — Кларисса знает всё[15] — Сэм Андерс
- 1990—2000 — Беверли-Хиллз, 90210[15] — Дэвид Сильвер, второстепенные мужские роли

### Мультфильмы
- 2023 — Мальчик и птица — Серая цапля[16]
- 2007 — Шрек мороз, зелёный нос — Пряня[17]
- 2004 — Ходячий замок[6] — Кальцифер, второстепенные персонажи (дубляж «AB-Video» по заказу Первого канала, 2007 г.)
- 2002 — Арнольд![6] — Арнольд, Железный Фил, Ник, Оскар Кокошка, мистер Хьюн, половина мужских ролей (дубляж студии «Нота» по заказу ТНТ, 2005 г.) / Джеральд, Ник, Оскар Кокошка, мистер Хьюн, Гарольд, Юджин, Стинки, половина мужских ролей (дубляж Объединения «Русский дубляж» по заказу СТС, 2008 г.)
- 2001 — Шрек — Пряня[18]

### Мультсериалы
- 2022 — Семья шпиона — Донован Дезмонд, Дипломат Весталиса, Министр Бреннан, Мёрдок Суон, Начальник отдела Барнс[19][20]
- 2014—2019 — Вселенная Стивена — диктор, половина мужских ролей, Александрит (79 серия)[7]
- 2009—н. в.[уточнить] — Покемон — Мяут, второстепенные персонажи[11]
- 2005—2008 — Аватар: Легенда об Аанге[6] — дядя Айро, король Буми (1-й сезон), другие голоса стариков и взрослых, Ван Ши Тонг, механик-отец Тео
- 2000—2005 — Приключения Джеки Чана[6] — Дядя, Чоу (1-3 сезоны) (дубляж Объединения «Русский дубляж» по заказу СТС, 2003—2004 гг.)
- 1997—2004 — Джонни Браво — Джонни Браво[6]
- 1996—2004 — Эй, Арнольд![15] — Сид, Мистер Хьюн, Арни, Джимми, директор Вуортз (часть серий) (с 4 сезона)
- 1994—1998 — ААА!!! Настоящие монстры[15] — Айкис
- 1991—2008 — Почтальон Пэт — исполнение вступительной песни[6]
- 1991—1995 — Тасманский дьявол[англ.][10] — Таз, Мистер Тикли, братья Утконосы, эпизодические персонажи (дубляж студии «Нота» по заказу СТС, 2000—2001 гг.)
- 1981—1989 — Смурфики[21] — Гаргамель, треть мужских ролей (закадровый перевод для ВГТРК)

### Компьютерные игры
- 2021 — My Friend Peppa Pig — Дедушка Свин[22]
- 2020 — Half-Life: Alyx — Рассел[23] (озвучка студии GamesVoice, 2023 г.)
- 2020 — Black Mesa — Барни Калхаун (аудиозапись в Зене)[24] (озвучка студии GamesVoice, 2023 г.)
- 2019 — Blacksad: Under the Skin — Уикли[25]
- 2017 — Horizon: Zero Dawn — Фернунд
- 2017 — StarCraft: Remastered — Научное судно[26]
- 2016 — Quantum Break — Уильям Джойс[27]
- 2012 — Diablo 3 — Шен Скупец[28]
- 2012 — The Darkness II — Дарклинг[29]
- 2011 — Deus Ex: Human Revolution — Исайя Сэндовал[30]
- 2011 — Duke Nukem Forever — один из фанатов Дюка Нюкема[31]
- 2010 — Mafia II — Фрэнк Винчи[32]
- 2009 — Assassin’s Creed: Bloodlines — Шалим[33]
- 2008 — Far Cry 2 — Ксианьйонг Бай[34]
- 2008 — Lost: Via Domus — Чарли Пэйс[35]
- 2007 — Uncharted: Drake’s Fortune — Эдди Раджа[36]
- 2007 — Call of Duty 4: Modern Warfare — Сержант Комаров[37]
- 2007 — Assassin’s Creed — Гарнье де Наплуз[38]
- 2006 — Half-Life 2: Episode One — Барни Калхаун[39]
- 2006 — The Elder Scrolls IV: Oblivion — Вален Дрет, Шеогорат, Джиггалаг[18]
- 2005 — Psychonauts — Разпутин «Раз» Аквато[40]
- 2005 — Quake 4 — Малер, Конвой «Война»[31]
- 2005 — Fahrenheit — Маркус Кейн, Томми, Дмитрий Курякин, Дэвид Кейдж (в обучении)[18]
- 2004 — Doom 3 — Генри Нэльсон[31]
- 2004 — Half-Life 2 — Барни Калхаун[39]
- 2004 — Need For Speed: Underground 2 — Приспешник Калеба, второстепенный гонщик[41]
- 2004 — Syberia II — Иван Бугров[42]
- 2003 — Warcraft III: The Frozen Throne — Алхимик, Механик[31]
- 2003 — Max Payne 2: The Fall of Max Payne —  Винни Гоньитти, Майк «Ковбой», Эд, Свидетель, Уборщик[31]
- 2002 — Disciples II: Dark Prophecy — Рыцарь на пегасе (Империя), вор, старейшина, ученый (Горные Кланы), Бетрезен, Утер (Легионы Проклятых)[31]
- 2001 — Stronghold — Писарь, рыцари[43][44]
- 1999 — The Longest Journey — Бен-Банду[45]

### Режиссёр дубляжа
- 2007 — Особь
- 2007 — Фантастическая четвёрка
- 2007 — Волшебные родители (дубляж KidsCo)
- 2009—2011 — Обмани меня
- 2012 — Алькатрас
- 2013 — Червяк Джим (дубляж KidsCo)
- 2013 — Космо-мартышки
- 2013 — Том и Джерри в детстве (дубляж студии «Пифагор»)
- 2014—2019 — Вселенная Стивена[46]
- 2014—2015 — Покемон (6-9 сезоны, совместно с Владимиром Герасимовым)
- 2015 — Египтус
- 2016 — Свин, Коза, Банан и Сверчок[англ.]
- 2016—2018 — Школа рока (совместно с Константином Сапроненковым)
- 2017 — Безумные гонки[англ.]
- 2017—2018 — Чудище Бансен[англ.] (совместно с Константином Сапроненковым)

## Озвучивание
- 1999 — Ералаш № 136. Котовасия — Серёжа (роль Влада Никишова)

### Мультфильмы и мультсериалы
- 1999 — Незнайка на Луне — Цветик («Куда исчезла ракета»)
- 2001 — Капитан Фуражкин и Великан Васюта (Мультипотам) — Великан Васюта
- 2002 — Букашки — ряд насекомых
- 2004 — Незнайка и Баррабасс — ковбой Мик
- 2005 — Волшебные холмы (Приключения Эльки и его друзей) — Умба
- 2005 — Мультипотам-2 — Малинопотам
- 2005 — Мужество попугая Кеши — худой грабитель[47]
- 2005 — Эволюция Петра Сенцова — робот-истребитель
- 2006 — Спасик и его друзья — все роли
- 2006 — Большой полёт
- 2006 — Элька — Мартик, Псих, низкий полярник, охрана
- 2006 — Бабка Ёжка и другие — Филимон, Царевичи
- 2006 — Особенный — один из байкеров, поэт Аркадий Троянский
- 2007 — Медвежий угол — кот Василий
- 2007 — Сказочные приключения шута
- 2008 — Новые приключения Бабки Ёжки — Филимон
- 2009 — Лёлик и Барбарики — Лёлик (от Третьей серии)
- 2010—2012 — Белка и Стрелка. Озорная семейка — все мужские роли (1-21, 27-29 серии), Буля (11 серия)
- 2011—2015 — Новаторы — Нео, все мужские роли
- 2010 — Весна в Простоквашино — кот Матроскин[48]
- 2011 — Кукарача 3D
- 2012 — Рыжик — отец Рыжика
- 2013 — Чебурашка — Старуха Шапокляк, почтальон на мопеде[49]
- 2015 — Чародей равновесия. Тайна Сухаревой башни
- 2015 — Богатырша — Воевода
- 2015 — Необыкновенное путешествие Серафимы — доктор
- 2016 — Волки и овцы: бееезумное превращение — волк Хромой
- 2016 — Бременские разбойники — Петруччо
- 2018 — Садко — попугай Яша
- 2018 — Сказочный патруль — Тролль-музыкант, Король троллей, тролль-палач (в серии «Ди-джей»)
- 2018—2019 — С.О.Б.Е.З. — старичок-хомячок, медведь-полицейский, главный бандит, Агент Лис / дед Олеси, старейшина / старик-бедняк суслик
- 2019—2020 — Лео и Тиг — Филин, Оппа, король кускусов, хамелеон, Жиро
- 2021 — От винта 2 — снегоуборщик
- 2021 — Братцы кролики: Байки старого замка — дедушка, ворона
- 2022 — Забытое чудо — монах

### Телевидение и документальные фильмы
- Сами с усами (ОРТ/Первый канал) — закадровый голос
- Доброе утро (Первый канал) — закадровый голос в 2008—2015 годах
- Настоящее смешное телевидение — голос телеканала в 2006—2007 годах
- Настоящее страшное телевидение — голос телеканала в 2006—2011 годах
- Возвращение нонконформиста (документальный, 2011) — закадровый голос